# Roberto Brito
Roberto Brito Villegas (* 7. August 1947 in Mexiko-Stadt) ist ein ehemaliger mexikanischer Radrennfahrer.

## Sportliche Laufbahn
Brito war im Straßenradsport und im Bahnradsport aktiv. Er war Teilnehmer der Olympischen Sommerspiele 1968 in Mexiko-Stadt. Dort wurde Mexiko im Mannschaftszeitfahren  mit Agustín Alcántara, Adolfo Belmonte, Roberto Brito und Radamés Treviño 10. des Wettbewerbs.
Bei den Panamerikanischen Spielen 1967 gewann er die Silbermedaille im Mannschaftszeitfahren. Bei den Wettkämpfen der Zentralamerika- und Karibikspiele 1970 holte er Bronze im Mannschaftszeitfahren.